# Епископ ремезијански Стефан
Стефан (световно Драган Шарић; Јајце, 29. јул 1978) викарни је епископ Патријарха српског са титулом Епископ ремезијански, обавља дужност старешине Подворја Српске православне цркве у Москви. Бивши је старешина храма Светог Саве на Врачару.

## Биографија
У Јајцу је завршио основну школу, а од десете године био је појац и чтец. Завршио је Богословију Светог Петра Цетињског на Цетињу, 1998. године, а у то време био је и стипендиста Црвене општине которске, где је током лета прислуживао у цркви Светог Луке у Котору и био члан српског певачког друштва Јединство. Након завршетка богословије, наставио је школовање на Православног богословском факултету у Београду. Поред матерњег српског, говори и руски језик.
Драган Шарић служио је војни рок  1999. године у Првој гардијској чети, почасној јединици Војске Републике Српске у Бањалуци. Након завршене прве фазе обуке коју је положио са највишим оценама, поставља се на дужност референта општих послова у истој јединици где остаје до одслужења војног рока. Након тога одлази и борави у манастиру Острог код свог духовника оца Лазара, а након његове смрти враћа се у епархију бањалучку и по благослову оца Јефрема 2002. године одлази у манастир Липље, где крајем исте године постаје монах, а 7. априла 2003. године јерођакон. Током 2003. године, благословом патријарха Павла постаје стипендиста на Московској духовној академији, коју завршава са највишим звањем и постаје кандидат богословских наука. Током 2006. године био је једини студент који је на тему богословља одбранио свој рад Опит систематизације богословског наслеђа преподобног Јустина Поповића, а због тог дипломског рада, митрополит Николај га је позвао да буде професор на Православном богословском факултету Свети Василије Острошки у Фочи.
Након што је завршио студије у Москви, вратио се у манастир Липље и тамо постаје јеромонах, 6. августа 2006. године, а недуго затим исте године, благословом епископа Јефрема, постаје настојатељ манастирa Липље. Одликован је звањем синђела због показане верности и правилног обављања дужности намесника манастира. На функцији настојатеља, отац Стефан остаје све до преласка на место професора на Православном богословском факултету у Фочи, где је предавао ђацима генерација 2010/2011. године. По благослову патријарха српског Иринеја прешао је у манастир Рајиновац и био његов духовник. Убрзо је са сестринством организовао живот манастира и кренуо са обновом манастирске цркве, због чега је одликован чином протoсинђелa, 21. септембра 2012. године, од стране патријарха Иринеја.
Поред рада у манастиру, отац Стефан написао је књиге о Јустину Поповићу, о Светом Амвросију Оптинском (Свети Амвросије Оптински и учење о спасењу), неколико чланака (Витлејем и Голгота у поукама Преподобног Амвросија Оптинског, Богословље и Верски туризам — примери пионирског подухвата манастира Лепавина и Тумане, СИТКОН2017), као и и рецензија (Српске славе и обичаји — темељи наше традиције).
Патријарх српски Иринеј је 7. августа 2017. године поставио Стефана за настојатеља Храма Светог Саве у Београду.

## Епископ
Дана 17. јула 2018. године, у Храму Светог Саве у Београду, архимандрит Стефан је хиротонисан у чин епископа ремезијанског, викарног епископа Патријарха српског Иринеја. Светом архијерејском литургијом и свечаном хиротонијом началствовао је Његова светост патријарх српски Иринеј.
Дана 18. априла 2024. године, Свети архијерејски синод именовао га је за старешину Подворја Српске православне цркве у Москви.